# Wijk A (Utrecht)
Wijk A is de voormalige benaming voor een gedeelte van de binnenstad van de Nederlandse stad Utrecht. De grenzen van de wijk kwamen ongeveer overeen met die van het zuidoostelijk deel van het huidige Museumkwartier.
Vanaf 1573 heette de wijk Oranjestam. Na de Bataafse Revolutie werd zij in 1795 omgedoopt tot Eijkestam.
Na de annexatie door het Franse Keizerrijk in 1811 werden de wijken echter met een letter aangeduid vanwege de problematische uitspraak van de oude wijknamen voor de Franse bezetter. Wijken in de huidige historische binnenstad kregen een letter die liep van A tot en met H. De buitenwijken kregen er een die liep van I tot en met M (J werd niet gebruikt).
Wijk A werd ruwweg begrensd door de Hamburgerstraat, de Herenstraat, de Stadsbuitengracht en de Oudegracht. Tot 1898 werd de wijknaam Wijk A gebruikt.